# Orthemis ambinigra
Orthemis ambinigra is een libellensoort uit de familie van de korenbouten (Libellulidae), onderorde echte libellen (Anisoptera).
De wetenschappelijke naam Orthemis ambinigra is voor het eerst geldig gepubliceerd in 1909 door Calvert.